# Karl Liebleitner
Karl Liebleitner (* 29. September 1858 in Korneuburg; † 8. April 1942 in Mödling) war ein österreichischer Pädagoge, Chormeister und Volksliedforscher. Er gilt als eine der bedeutendsten Persönlichkeiten in der Erforschung und Sammlung der österreichischen und deutschen Volkslieder des 19. und 20. Jahrhunderts.

## Leben und Werdegang
Liebleitner absolvierte seine Ausbildung an Lehrerbildungsanstalten in Korneuburg und Wien. Ab 1876 war er im Schuldienst tätig und wurde später Direktor der Bürgerschule Wien I, Stubenbastei. Bereits in jungen Jahren entwickelte er ein Interesse am Volkslied, gefördert durch seine Familie und durch Musikunterricht beim Chordirigenten Anton Stark.

## Tätigkeit als Volksliedforscher und Chormeister
Ab den 1880er Jahren engagierte sich Liebleitner in der Volksliedbewegung. Er wurde 1889 Mitglied und 1892 Chormeister im Deutschen Volksgesangverein. Zudem gründete er mehrere Volksliedvereine in Wien-Liesing, Mödling und Baden und war in diesen als Chorleiter tätig. Für seine Verdienste wurde ihm 1926 vom Bundespräsidenten der Professorentitel verliehen.
Liebleitner war ab 1919 gemeinsam mit Josef Pommer und Georg Kotek Schriftleiter der Zeitschrift Das deutsche Volkslied, in der er viele seiner Forschungsergebnisse veröffentlichte.

## Sammlung und Forschung
Seine umfangreiche Sammlung umfasst mehr als 6000 Volkslieder, welche vor allem aus Niederösterreich, Kärnten und umliegenden Regionen stammen. Besondere Vorliebe hatte er für Kärntner Lieder, die etwa die Hälfte seiner Sammlung ausmachen. Liebleitner und seine Frau Anna bereisten zahlreiche Regionen in Österreich, um Lieder direkt von der Bevölkerung zu sammeln.
Die Sammlung wurde nach seinem Tod weitergeführt und in den 1950er Jahren dem Zentralarchiv des Österreichischen Volksliedwerks übergeben. Liebleitners Arbeit ist wesentlicher Bestandteil der Erhaltung und wissenschaftlichen Dokumentation der österreichischen und deutschen Volksliedtradition.

## Rolle in der NS-Zeit
Liebleitners konkrete Rolle im Nationalsozialismus und illegalen Nationalsozialismus ist heute noch weitgehend unerforscht. Eine großdeutsch-deutschnationale Ausrichtung ist aber jedenfalls in Liebleitner, der 1937 in Leipzig am Deutschen Sängerfest teilnahm, ausgeprägt. Die "völkische" Ausrichtung der Volksliedpfleger seit 1880 war dominant, "von denen ebenso Liebleitner geprägt war". Er schrieb, z. B. 1937 in einer Zeitung:
Wer fühlt nicht in solchen Liedern den leisen innigen Hauch der deutschen Volksseele? Darum sage ich – Sing! und singt vor allem Volkslieder.
Vom Forschungsgegenstand her, speziell Liebknechts Fokus auf den Kärntner Kontext (in dem "deutsche Lieder" zu der Zeit oft auch als anti-slowenisches, großdeutsches Kampfmittel verwendet wurden) und aufgrund seiner Erwähnung in zumindest einer NS-Publikation, erscheint dieser Aspekt klärungsbedürftig. Seine Verbindungen im Rahmen seiner Sammlungstätigkeit zur Kärntner Germanisten, die stark deutschnational ausgerichtet (Primus Lessiak), beziehungsweise NS-Funktionäre (Eberhard Kranzmayer) waren, sind ein weiteres Problemfeld.

## Ehrungen und Gedenken
- Verleihung des Professorentitels (1926)
- Silbernes Ehrenzeichen der Republik Österreich (1933)
- Ehrenchormeister verschiedener Volksliedvereine
- Namensgebung von Straßen nach ihm in Wien (Liebleitnergasse), Mödling (K.-L.-Gasse) und Korneuburg (Dr.-Karl-Liebleitner-Ring)